# Evropská politika vnějších obchodních vztahů
Politika vnějších obchodních vztahů v rámci Evropské unie je zaměřena na stanovování a úpravu omezení dovozu a jeho ochranu, liberalizaci obchodních vztahů se třetími zeměmi a uzavírání smluv o obchodní spolupráci. Obecně je definována ve Smlouvě o fungování Evropské unie a dalších pramenech. Politika vnějších obchodních vztahů navazuje na koncepci společného trhu a taktéž úzce souvisí s politikou volné hospodářské soutěže. Politika směřuje k prosazení vlastních obchodních zájmů Společenství a zároveň k ochraně jeho společného trhu.

## Vývoj a koncepce politiky vnějších obchodních vztahů

### Maastrichtská smlouva
Se vznikem EU se původní politika vnějších obchodních vztahů Společenství příliš nezměnila, ze Smluv byly vypuštěny ustanovení o přechodných obdobích.

### Amsterodamská smlouva
S Amsterodamskou smlouvou přibyla úprava otázek spojených s duševním vlastnictvím a došlo k zapojení Evropského parlamentu formou konzultace.
Návrhy unijních aktů předkládá Komise a Rada ji zpětně zmocňuje k jejich provádění. Státy mají nadále možnost zavést na základě návrhu komise ochranná opatření v případě hospodářských problémů (což během přechodných období mohly okamžitě).

## Kategorie obchodních vztahů
Vnější obchodní vztahy EU zahrnují několik úrovní spolupráce, např.:
- dohody o celní unii s Tureckem (dříve Malta, Kypr)
- dohody o volném obchodu s Evropským sdružením volného obchodu (ESVO, EFTA)
- smlouvy z Lomé, preferenční dohody se Středozemím
- jiné dohody (např. Latinská Amerika, Asie)
- sektorové dohody (např. dovoz textilu z rozvojového světa)
- dohody s nástupnickými státy SSSR

Vztahy s nástupnickými státy SSSR byly rozvíjeny především na základě konference OSN UNCTAD z roku 1971, kde došlo k určení všeobecných preferencí ve vztahu k rozvojovým zemím. Se Spojenými státy byly budovány nadstandardní vztahy, ale nadále zde existovaly rozpory v rámci Světové obchodní organizace (WTO).

### Bilaterální dohody
Dvoustranné smlouvy byly uzavřeny v 70. letech, např.:
- Argentina (v roce 1971)
- Uruguay (v roce 1972)
- Čína (v roce 1978)

Později docházelo k uzavírání spíše smíšených dohod (tedy ne výlučně obchodních).
Plánované dohody volného obchodu v jednání:
- Transatlantické obchodní a investiční partnerství se Spojenými státy

### Privilegované obchodní vztahy
Privilegované obchodní vztahy byly výrazem zahraničněpolitických preferencí Společenství. Byly tak uzavřeny např.:
- dohody z Yaoundé (v roce 1963, s 18 africkými státy)
- Yaoundé II (v roce 1969)
- dohoda z Arushy (v roce 1971, s Keňou, Tanzanií a Ugandou)
- dohody z Lomé (v roce 1975, pomoc zemím Afriky, Karibiku a Pacifiku)
- Lomé II (v roce 1979)
- Lomé III (v roce 1984)
- Lomé IV (v roce 1989)

Tyto dohody zahrnovaly jak preferenční režim u konkrétních skupin výrobků bez cla, tak i přímou finanční pomoc.
- smlouvy se skupinou Magreb (v roce 1976, Malta, Alžírsko, Maroko, Tunisko),
- se skupinou Mašrek (v roce 1977, Egypt, Jordánsko, Sýrie, Libanon).

V tomto období byly rovněž uzavřeny dohody o přidružení:
- s Tureckem (1963),
- Kyprem (1972),
- Maltou (1970)

### Vztahy se zeměmi Evropského sdružení volného obchodu
V roce 1972 byla uzavřena dohoda o vzájemných obchodních vztazích mezi Společenstvím a ESVO. V roce 1988 byl zaveden společný celní systém těchto dvou útvarů a v roce 1992 byla uzavřena dohoda o vytvoření evropského hospodářského prostoru. Tímto krokem se na státy ESVO vztahují některá ustanovení zakládacích smluv Společenství ohledně čtyř svobod a hospodářské soutěže.